# Любовицкий, Юлиан Викторович
Юлиан Викторович Любовицкий (1836—1908) — русский генерал от инфантерии (6 декабря 1899), участник войн Крымской и русско-турецкой 1877—1878 гг.

## Биография
Родился 15 октября 1836 года и воспитывался во 2-м кадетском корпусе, из которого был выпущен 10 июня 1855 года прапорщиком в лейб-гвардии Измайловский полк с прикомандированием к офицерским классам Михайловского артиллерийского училища. Католик.
Командированный в Свеаборг, Любовицкий 28 июля при бомбардировке крепости англо-французской эскадрой и при начавшемся пожаре порохового погреба потушил полами шинели загоревшуюся деревянную трубу. За этот подвиг, вместе с генерал-майором Гадолиным, Любовицкий был награждён орденом Св. Георгия 4-й степени спустя 15 лет — лишь в 1870 году. По окончании офицерских классов Михайловского училища Любовицкий поступил в Николаевскую академию Генерального штаба (в 1861) и по окончании её был переведён в гвардейский генеральный штаб.
В 1873 г. он удостоился назначения флигель-адъютантом к Его Императорскому Величеству, а в 1876 г. назначен командующим лейб-гвардии Гренадерского полка, с которым и принял участие в войне 1877—1878 гг. с Турцией.
12 октября 1877 г., в сражении под Горным Дубняком под Любовицким была убита лошадь, сам он был ранен двумя пулями, но остался во главе полка, и, когда рядом с ним был убит барабанщик, Любовицкий снял с него барабан, надел его на себя и продолжал «бить наступление», которое и закончилось взятием редута. За это сражение лейб-гвардии Гренадерскому полку были пожалованы знаки отличия на головные уборы, а храбрый командир его 18 декабря 1877 г. был произведён в генерал-майоры с назначением в Свиту Его Императорского Величества и 30 марта 1879 г. награждён орденом Св. Георгия 3-й степени № 575.
В сражении под Горным Дубняком, 12 Октября 1877 года, в должности командующего Лейб-Гвардии Гренадерским полком, овладел с боя, несмотря на истинно адский огонь, передовыми ложементами и передовым редутом и тем окончательно обеспечил успех всего дела
За отличие, оказанное 12 ноября при взятии Этрополя, Любовицкий был награждён золотой саблей с надписью «За храбрость». С 17 ноября по 21 декабря ему пришлось пробыть в лютую зимнюю пору на Златицком перевале, в непрерывных перестрелках, нередко соединённых с отбитием турецких атак, и при постоянных работах по укреплению позиций и расчистке путей, занесённых глубоким снегом.
За переход через Балканы Любовицкий был награждён орденом Св. Владимира 3-й степени с мечами, а за отличие в бою под Филиппополем — орденом Св. Станислава 1-й степени с мечами.
По окончании войны Любовицкий пробыл во главе полка ещё 10 лет, командуя одновременно с 1881 по 1888 г. и 1-й бригадой 2-й гвардейской пехотной дивизии; за это время получил ордена Св. Анны 1-й степени (1880 г.) и Св. Владимира 2-й степени (1883 г.). В 1888 году он был произведён в генерал-лейтенанты и назначен начальником Санкт-Петербургской местной бригады. Перемещённый 10 марта 1895 года на должность начальника 2-й гвардейской пехотной дивизии, Любовицкий был назначен в 1897 году командиром 9-го армейского корпуса и через 2 года произведён в генералы от инфантерии.
Награждённый в 1902 г. орденом Св. Александра Невского, он командовал корпусом до 6 декабря 1904 года. Оставил ряды войск он в 1905 г. и был назначен членом Государственного совета.
Обладая всесторонним военным образованием и значительным боевым опытом, Любовицкий неутомимо работал в мирное время над тактической подготовкой вверенных ему войск. Систематически воспитывая подчиненных и предъявляя им строгие служебные требования, Любовицкий сам был живым примером строгого отношения к долгу. Будучи умелым руководителем воспитания и образования войск, Любовицкий не забывал трудов своих подчиненных и отличался особой заботливостью о нижних чинах.